# Ferenc Somodi
Ferenc Somodi (* 29. Dezember 1955 in Tatabánya, Ungarn; † 29. August 2014 ebenda) war ein ungarischer Boxer im Superschwergewicht.

## Boxkarriere
Somodi wurde 1979, 1980, 1982, 1983 und 1984 jeweils Ungarischer Meister im Superschwergewicht und gewann bereits bei der Europameisterschaft 1979 in Köln die Silbermedaille dieser höchsten Gewichtsklasse, nachdem er erst im Finale gegen Peter Hussing unterlegen war. Bei der Europameisterschaft 1985 in Budapest gewann er dann mit einem Finalsieg gegen Wjatscheslaw Jakowlew die Goldmedaille und wurde damit der einzige ungarische Europameister dieser heimischen EM.
Bei der Weltmeisterschaft 1982 in München unterlag er im Achtelfinale gegen Tyrell Biggs und bei der Weltmeisterschaft 1986 in Reno ebenfalls im Achtelfinale gegen Aziz Salihu, den er bei den Europameisterschaften 1979 und 1985 jeweils besiegt hatte.

## Tod
Somodi starb 2014 im Alter von 58 Jahren an den Folgen einer Krebserkrankung in einem Krankenhaus in Tatabánya.